# گروه آرک کپیتال
گروه آرک کپیتال (انگلیسی: Arch Capital Group) شرکت خدمات مالی و بیمه آمریکایی است، که در سال ۱۹۹۵ در شهر همیلتون، برمودا تأسیس شد.